# Валлис, Джон
Джон Ва́ллис (в части источников —  Уо́ллис, англ. John Wallis; 23 ноября (3 декабря) 1616 — 28 октября (8 ноября) 1703) — английский математик, один из предшественников создателей математического анализа.

## Биография
Валлис — сын священника из Эшфорда, графство Кент. Уже в молодости вызывал восхищение как феноменальный счётчик: как-то в уме извлёк квадратный корень из 53-значного числа. Однако никакого математического образования он не получил, занимаясь самостоятельно.
По окончании Кембриджского университета (Эммануил-колледж, 1632—1640) стал священником англиканской церкви и получил степень магистра. После женитьбы в 1645 году вынужден был покинуть университет, так как от профессоров в те годы требовался обет безбрачия.
Блестяще знал языки: латинский, греческий, иврит, в 1647—1648 годах самостоятельно совершенствовался в математике, изучая труды Декарта и Отреда. Вскоре начал собственные математические исследования. В период революции прославился расшифровкой перехваченных писем сторонников короля. Однако он выступил против казни короля Карла I. Репутация выдающегося математика, заслуженная Валлисом к тому времени, привела к тому, что в 1649 году его пригласили в Оксфорд занять освободившуюся там (после изгнания нескольких роялистов) кафедру геометрии, которую Валлис занимал до кончины в 1703 году. Исполнял также почётные обязанности хранителя Оксфордского университетского архива.
После реставрации монархии (1660) завоевал доверие нового короля, Карла II, который назначил его придворным священником. Валлис участвовал в создании в 1660 году Лондонского Королевского общества — британской Академии наук — и стал одним из первых его членов. Скончался в Оксфорде, погребён там же в церкви св. Марии. Прижизненное собрание научных трудов Валлиса вышло в 1693—1699 годах.

## Память
В честь Валлиса назван астероид 31982 Джонваллис.

## Научные достижения

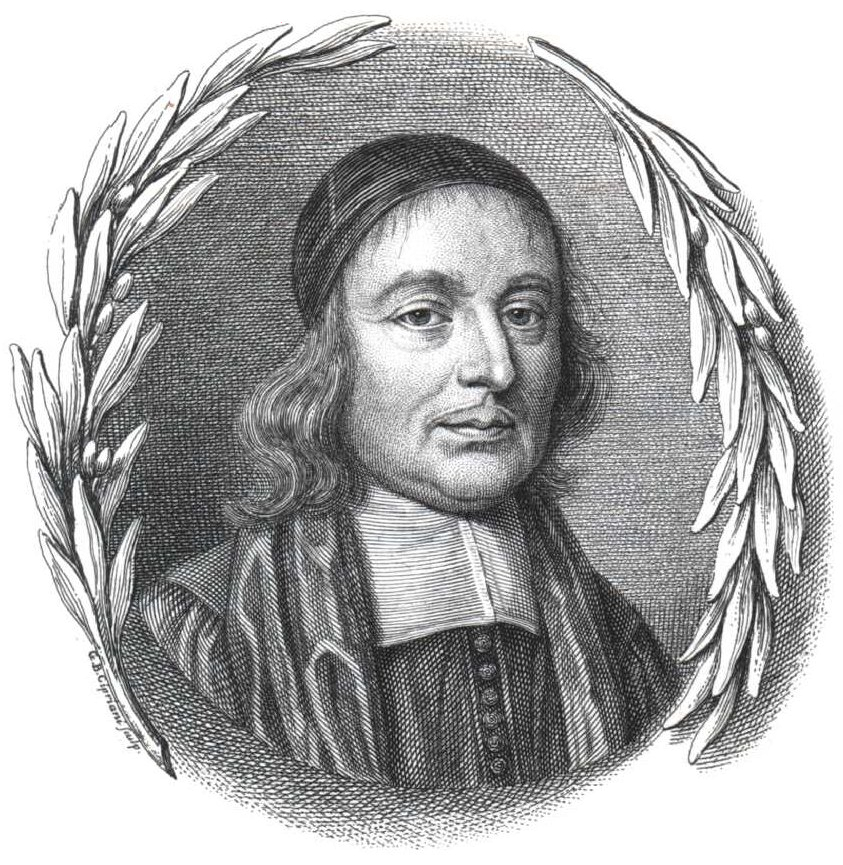
Джон Валлис

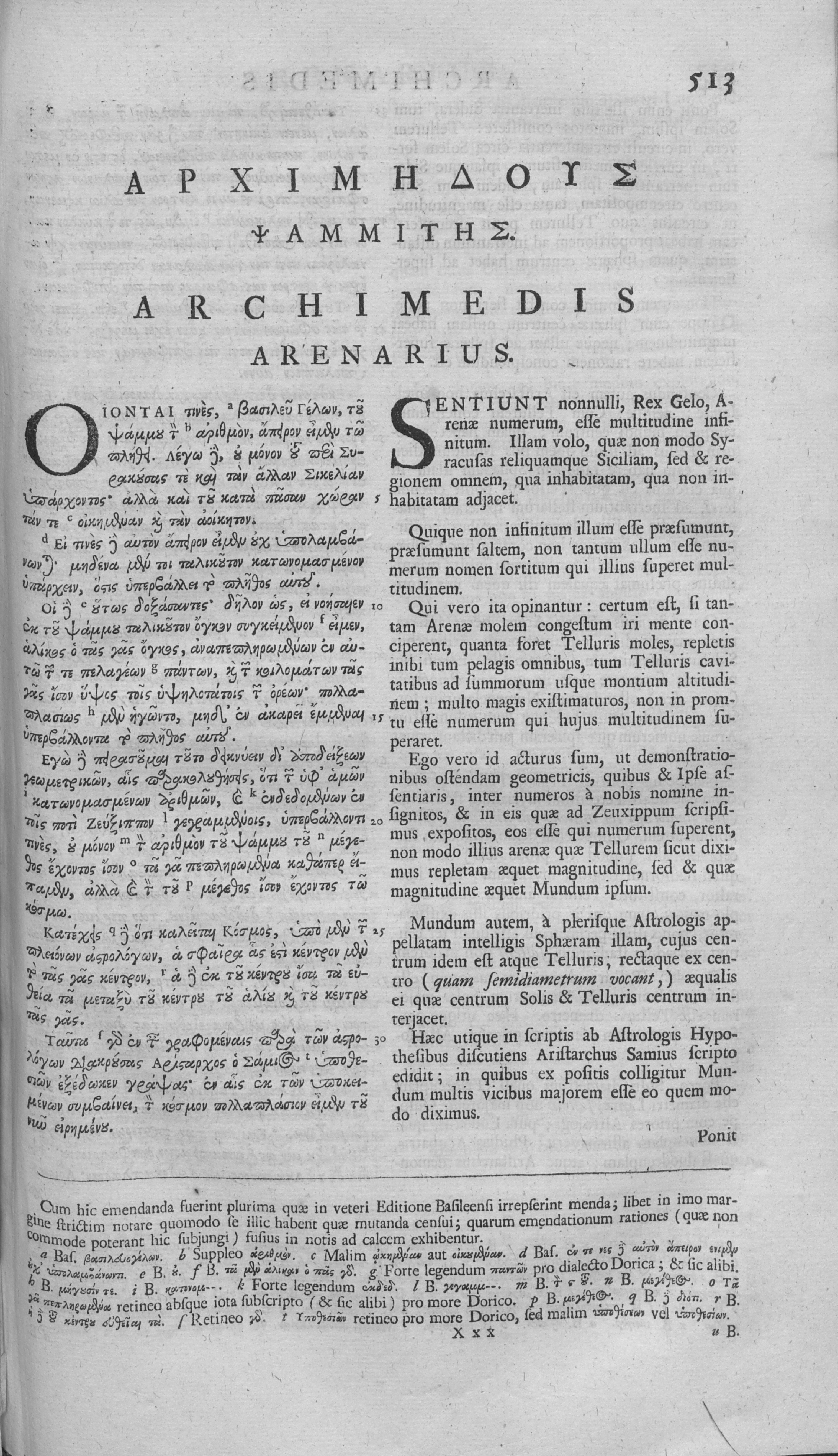
Opera mathematica, 1699

Валлис получил значительные результаты в зарождавшемся тогда математическом анализе, геометрии, тригонометрии, теории чисел.
В 1655 году Валлис издал большой трактат «Арифметика бесконечного» (лат. Arithmetica Infinitorum sive Nova Methodus Inquirendi in Curvilineorum Quadraturam, aliaque Difficiliora Matheseos Problemata), где ввёл придуманный им символ бесконечности. В книге он сформулировал строгое определение предела переменной величины, продолжил многие идеи Декарта, впервые ввёл отрицательные абсциссы, вычислил суммы бесконечных рядов — по существу интегральные суммы, хотя понятия интеграла тогда ещё не было.
Там же была приведена знаменитая формула Валлиса:
{\displaystyle {\frac {\pi }{2}}={\frac {2\cdot 2\cdot 4\cdot 4\cdot 6\cdot 6\cdot 8\cdot 8}{1\cdot 3\cdot 3\cdot 5\cdot 5\cdot 7\cdot 7\cdot 9}}\cdots }
В «Трактате о конических сечениях», приложении к «Арифметике бесконечного», Валлис развил «метод неделимых» Кавальери, перенеся его с геометрической базы на алгебраическую с помощью понятия бесконечно малого. Здесь он также, в современной терминологии, вычислил ряд определённых интегралов для степенной функции и близких к ней функций. Начиная с Валлиса, конические сечения рассматриваются как плоские кривые; при этом Валлис использовал не только декартовы, но и косоугольные координаты.
В математике Валлис всегда уделял особое внимание практически-вычислительным аспектам, зачастую пренебрегая строгими доказательствами. Свои университетские лекции по алгебре он опубликовал в виде монографии «Всеобщая математика, или полный курс арифметики» (1657). В ней он творчески переработал достижения алгебры от Виета до Декарта. В 1685 году он опубликовал значительно дополненный «Трактат по алгебре», который историки расценивают как алгебраическую энциклопедию своего времени. Трактат содержал, среди прочего, обстоятельную теорию логарифмов, разложение бинома, приближённые вычисления, а также геометрическую интерпретацию комплексных чисел, оставшуюся незамеченной современниками. Валлис первый дал современное определение логарифмирования как операции, обратной возведению в степень; Непер, изобретатель логарифмов, определил их кинематически, затушевав их истинную природу. Валлис ввёл термины: мантисса, интерпретация, непрерывная дробь, интерполяция, вывел рекуррентные соотношения для подходящих дробей непрерывной дроби.
Труды Валлиса произвели большое впечатление на молодого Ньютона. Именно в письмах к Валлису Ньютон впервые открыто сформулировал принципы своей версии дифференциального исчисления (1692), и с разрешения автора Валлис опубликовал эти письма в переиздании своего «Трактата по алгебре» (1693).
В 1693 году Валлис в своей работе воспроизвёл перевод сочинения Насир ад-Дина ат-Туси о пятом постулате и предложил эквивалентную, но более очевидную формулировку этой аксиомы: существуют подобные, но не равные фигуры.
Из прочих работ Валлиса замечательны исследования по определению длины дуги некоторых кривых. Он сумел, на пари с Паскалем, найти длину дуги для арки циклоиды, её площадь и положение центра масс сегмента циклоиды. Одновременно с Гюйгенсом и Реном он решил вопрос об упругом соударении шаров, опираясь на закон сохранения количества движения. Валлис, кроме того, писал трактаты о логике, об английской грамматике, о способе обучения глухонемых разговору и множество сочинений богословского и философского содержания.